# سرنوشت (فیلم ۱۹۷۷)
سرنوشت (روسی: Судьба) یک فیلم درام روسی است که در سال ۱۹۷۷ منتشر شد. از بازیگران آن می‌توان به یوری یاکوولیف اشاره کرد.